# 스벤 (겨울왕국)
스벤(영어: Sven)은 월트 디즈니 애니메이션 스튜디오가 제작한 애니메이션 영화 《겨울왕국》(2013년)과 속편 《겨울왕국 2》(2019년)에 등장한 순록이다. 동료 크리스토프와 함께 사는 순록이다.
크리스토프와 함께 스벤은 공주 안나를 도와 아렌델 왕국을 영원한 겨울로 빠트린 후 도망간 그의 자매 엘사 여왕을 찾는 일을 돕는다. 여행 도중에 스벤은 살아있는 눈사람 올라프를 만나 친구가 된다. 최초 영화로부터 여러 사건들이 지난 수년 후 스벤과 다른 인물들은 엘사가 들은 신비한 소리를 찾으러 모험을 떠난다. 여행 중에 스벤은 다른 순록을 조우한다. 두 영화 외에도 스벤은 단편 영화 《겨울왕국 열기》(2015년)과 《올라프의 겨울왕국 모험》(2017년)에도 등장한다.
스벤은 등장인물의 감독 크리스 벅과 제니퍼 리가 만들었다. 스벤 등장인물 제작 시 이 애니메이션 팀은 스벤의 행위를 연구하고 스벤의 묘사 속에 관찰되는 요소들을 통합하기 위해 실제 순록을 스튜디오에 도입하였다. 그럼에도 불구하고 이 순록의 움직임의 부재로 인해 스벤의 묘사는 궁극적으로 개의 버릇에 기반하여 개발되었다. 모습은 실제처럼 묘사되었다.
스벤은 대체적으로 긍정적인 평가를 받았으며 기자들은 그의 충실함을 칭찬하였고 그를 사랑스러운 존재로 기술하였다.